# 사산한 태아 자신의 손해배상청구권 사건
사산한 태아 자신의 손해배상청구권 사건(헌재 2008. 7. 31. 2004헌바81 전원재판부)은 대한민국 헌법재판소 판례이다.

## 관련 조문

##### 민법 제3조(권리능력의 존속기간)
사람은 생존한 동안 권리와 의무의 주체가 된다.

##### 민법 제762조(손해배상청구권에 있어서의 태아의 지위)
태아는 손해배상의 청구권에 관하여는 이미 출생한 것으로 본다.

## 주문
1. 민법 제3조, 제762조는 헌법에 위반되지 아니한다.
2. 청구인 정○미, 신○재, 신○창의 심판청구를 기각한다.

## 이유

##### 재판의 전제성
사산한 태아의 손해배상청구권이 부정되는 것은 법원이 민법 제762조를 해석함에 있어 생존한 동안에만 권리와 의무의 주체가 된다고 규정한 민법 제3조를 함께 적용하고 있기 때문이다. 살아서 출생하지 못한 태아의 손해배상청구권이 부정되는 것은 민법 제762조의 해석 때문이 아니라 오히려 민법 제3조 때문인 것이다. 그렇다면 당해사건에는 민법 제3조도 적용되고 있는 것으로 보아야 하므로 민법 제3조는 재판의 전제성이 인정된다.
민법 제762조를 민법 제3조에 비추어 해석하는 종래의 법원의 해석에 의한 민법 제762조의 내용이 위헌인지 확립된 판례로서 “법원의 해석에 의하여 구체화된 심판대상 규정의 위헌성” 문제가 있는 것으로 볼만큼 일정한 사례군이 상당 기간에 걸쳐 형성, 집적된 경우에 해당하므로, 이 사건 심판청구는 법률조항 자체의 위헌성을 다투는 경우로 이해할 수 있어 이 사건 심판청구는 적법하다.

##### 관련된 기본권
‘살아서 출생한 태아의 경우’와 ‘살아서 출생하지 않은 태아의 경우’를 단지 출생이라는 사실을 요건으로 차별취급하는 결과가 된다. 하지만 이 사건 법률조항들이 국가의 생명권에 관한 기본권보호의무를 위반하지 않은 것으로 평가되는 한 그와 같은 차별은 합리적 차별로서 평등권에 반하는 것이라 하기 어려우므로, 이 사건 법률조항들에 대해 국가의 생명권에 관한 기본권보호의무 위반여부를 심사하는 한 별도로 헌법상 평등권 침해 여부를 심사할 필요는 없다.

##### 태아의 생명권
따라서 태아의 생명 침해에 대한 손해배상청구권이 태아의 생명권으로부터 직접 도출되는 것으로 보거나 태아의 생명 침해에 대한 손해배상청구권이 그 자체로서 태아의 생명권의 내용이 된다고 보기는 어렵다. 그럼에도 불구하고, 태아의 생명 침해에 대하여 태아 자신에게 손해배상청구권을 인정하게 되면, 그 위하력으로 인하여 태아의 생명이 침해되는 것을 일반적으로 예방할 수 있는 효과가 제고되는 측면은 충분히 예상할 수 있다. 이와 같은 적극적인 기본권보호의무를 선언하고 있는바, 이러한 국가의 기본권보호의무 선언은 국가가 국민과의 관계에서 국민의 기본권보호를 위해 노력하여야 할 의무가 있다는 의미뿐만 아니라 국가가 사인 상호간의 관계를 규율하는 사법(私法)질서를 형성하는 경우에도 헌법상 기본권이 존중되고 보호되도록 할 의무가 있다는 것을 천명한 것이다.
그런데 국민의 기본권에 대한 국가의 적극적 헌법재판소는 권력분립의 관점에서 소위 “과소보호금지원칙”을, 즉 국가가 국민의 기본권 보호를 위하여 적어도 적절하고 효율적인 최소한의 보호조치를 취했는가를 기준으로 심사하게 된다. 따라서 입법부작위나 불완전한 입법에 의한 기본권의 침해는 입법자의 보호의무에 대한 명백한 위반이 있는 경우에만 인정될 수 있다.
왜냐하면 과잉금지원칙은 국가가 국민의 소극적 방어권으로서의 기본권을 제한하는 경우에 적용되는 법리이지, 이 사건의 경우와 같이 국가와의 관계에서 개인의 기본권이 문제되는 것이 아니라 사인 상호간에 기본권적 법익 침해가 문제되어 국가가 생명발전의 각 단계에서 그 각 단계별로 생명보호를 위해 어떤 수단을 투입하는 것이 바람직할 것인가를 판단하는 경우에 적용되는 법리가 아니기 때문이다.
국가의 기본권 보호의무로부터 태아의 출생 전에, 또한 태아가 살아서 출생할 것인가와는 무관하게, 태아를 위하여 민법상 일반적 권리능력까지도 인정하여야 한다는 헌법적 요청이 도출되지는 않는다. 법치국가원리로부터 나오는 법적안정성의 요청은 인간의 권리능력이 언제부터 시작되는가에 관하여 가능한 한 명확하게 그 시점을 확정할 것을 요구한다.

### 결론
이와 같이 입법자는 형법과 모자보건법 등 관련 규정들을 통하여 태아의 생명에 대한 직접적 침해위험을 규범적으로 충분히 방지하고 있으므로, 이 사건 법률조항들이 태아가 사산한 경우에 한해서 태아 자신에게 불법적인 생명침해로 인한 손해배상청구권을 인정하지 않고 있다고 하여 단지 그 이유만으로 입법자가 태아의 생명보호를 위해 국가에게 요구되는 최소한의 보호조치마저 취하지 않은 것이라 비난할 수는 없다.

## 같이 보기
- 생명권

## 참고 문헌
- 생명권과 사회적 시선으로 살펴 본 낙태
- 헌법재판소-경제 · 재산권 · 조세관계에 관한 결정사-산한 태아 자신의 - 주요판례[깨진 링크(과거 내용 찾기)]
- p 77, 김현석, 헌법 기본판례 109선, 헤르메스, 2011. ISBN 9788994619118